# سیارک ۴۲۴۸۲
سیارک ۴۲۴۸۲ (به انگلیسی: 42482 Fischer-Dieskau، نامگذاری:1988RT3) چهل و دو هزار و چهارصد و هشتاد و دومین سیارک کشف شده‌است که در ۸ سپتامبر ۱۹۸۸ کشف شد.